# حزب تونس الخضراء
حزب تونس الخضراء: هو حزب سياسي تونسي. تقدم بتاريخ 24 أفريل/نيسان 2004 بمطلب إلى وزارة الداخلية التونسية للحصول على التأشيرة لكن قيادييه فوجئوا بمنحها إلى حزب بيئي آخر يسمى حزب الخضر للتقدم، وقد نعتوا ذلك بأنه «عملية سطو» على حزبهم. وعلى أية حال فقد تم الاعتراف به بعيد فرار الرئيس زين العابدين بن علي حيث منح التأشيرة يوم الاثنين 17 جانفي 2011.
- يعلن الحزب أنه يدافع عن البيئة والديمقراطية وحقوق الإنسان، وقد أمضى أمينه العام على بعض البيانات المشتركة مع بعض القوى اليسارية ومن بينها حزب العمل الوطني الديمقراطي.
- يوجد على رأس الهيئة التأسيسية لهذا الحزب عبد القادر الزيتوني، بوصفه منسقا عاما وهو مهندس متقاعد؛ إلى جانب آخرين من بينهم مصطفى الزيتوني وهو مدير روضة أطفال وخالد العماري وهو إطار بنكي، والمنصف بن فرج.
- كون الحزب بعض النواتات التابعة له بعدد من المدن التونسية، ومن بينها بنزرت وبن عروس وصفاقس وقابس وقفصة.
- لحزب تونس الخضراء علاقات مع أحزاب الخضر في أوروبا وخاصة في فرنسا، وكذا بالمغرب الأقصى والسنغال. وقد شارك في بعض أنشطتها، ومن بين تلك الأنشطة السيمنار الأورو-متوسطي الذي انتظم في مالطة في نوفمبر/تشرين الثاني 2005.

## إشارات مرجعية
1. ↑  الاعتراف بثلاثة احزاب معارضة جديدة في تونس نسخة محفوظة 26 أبريل 2020 على موقع واي باك مشين.

## رابط
- مقال بمجلة جون أفريك